# 皮膜碘泡虫
皮膜碘泡虫（学名：Myxobolus dermatobius）为碘泡科碘泡虫属的动物。分布于日本以及山东等，营寄生生活，寄生在鲤的头部皮肤、鳍、鳃腔、口腔。